# Noyau ventrolatéral préoptique
Le noyau ventrolatéral préoptique, ou VLPO (de l'anglais : ventrolateral preoptic nucleus), est une structure du cerveau composée de neurones GABAergiques et galaninergiques,, située dans l'hypothalamus à proximité du chiasma optique, qui joue un rôle régulateur des cycles veille/sommeil en favorisant le sommeil. 
Activé par l'accumulation quotidienne d'adénosine, le VLPO envoie aux centres de stimulation de l'éveil le signal d'arrêter la production d'histamine et d'autres neurotransmetteurs stimulateurs. Ainsi, lors du passage à l'état de sommeil lent, il inhibe les neurones à orexine de l'hypothalamus latéral, le noyau tubéromamillaire de l'hypothalamus, et d'autres structures du tronc cérébral.